# Ordine della Torre e della spada
L'Ordine militare della Torre e della spada, del valore, lealtà e merito (precedentemente avente l'appellativo di "reale") in portoghese Ordem militar da Torre e espada do valor, lealdade e mérito) è un ordine cavalleresco portoghese creato dal re Alfonso V del Portogallo nel 1459.
Esso cadde in disuso nel corso dei tempi e venne ripristinato il 29 novembre 1808, dal principe reggente Giovanni, successivamente re col nome di Giovanni VI del Portogallo. Egli volle così commemorare l'arrivo incolume in Brasile della famiglia reale dopo che Napoleone aveva invaso il Portogallo nel 1808. Nell'ordine potevano essere accolti portoghesi o stranieri, appartenenti alle classi militari, politiche o civili. L'ordine non aveva restrizioni di religione, e infatti fu l'unico di cui i monarchi inglesi (che avevano assistito i portoghesi nella fuga brasiliana) poterono essere insigniti.
Nel 1832 Pietro IV del Portogallo, duca di Braganza, riformò l'ordine che prese il nome di "Antico e nobilissimo ordine militare della torre e della spada, del valore, lealtà e merito".

## Classi
Esso aveva quattro classi di merito:
- gran croce
- commendatore
- ufficiale
- cavaliere

Nel 1896 la crasse di grand'ufficiale venne aggiunta alle precedenti.
Il 15 ottobre 1910 il governo repubblicano portoghese abolì tutti gli ordini militari, ad eccezione di questo. Malgrado questo, il 26 settembre 1917 l'ordine venne nuovamente rifondato e diviso nelle seguenti classi di merito:
- gran croce (GCTE)
- grand'ufficiale (GOTE)
- commendatore (ComTE)
- ufficiale (OTE)
- cavaliere (CavTE o DamTE)

Il  gran collare venne introdotto nel 1939 ed esso può essere concesso solo a capi di stato stranieri.
| Nastri          |            |              |
| Cavaliere       | Ufficiale  | Commendatore |
| Grand'ufficiale | Gran croce | Gran collare |

## Insegne
- La   medaglia dell'ordine consiste in una stella a otto punte, smaltata di bianco con una sfera d'oro alla fine di ogni punta. La stella è circondata di una corona d'alloro e di quercia sovrastata da una torre. Il medaglione centrale riporta al diritto una spada circondata da una corona d'alloro su sfondo bianco, circondata da un anello blu con la scritta "Valor Lealdade e Mérito" (valore, lealtà e merito). Il retro riporta lo stemma del Portogallo con la scritta "República Portuguesa" (Repubblica portoghese).
- La  placca dell'ordine consiste in una stella a cinque punte, in argento, che rappresenta i disegni della medaglia.
- Il  nastro dell'ordine è azzurro

## Insigniti notabili
Gran collare
- António Ramalho Eanes (9 marzo 1986)
- Mário Soares (9 marzo 1991)
- Elisabetta II d'Inghilterra (5 luglio 1993)
- Juan Carlos I di Spagna (8 settembre 2000)
- Jorge Sampaio (9 marzo 2006)
- Felipe VI di Spagna (28 novembre 2016)
- Marcelo Rebelo de Sousa (9 marzo 2021)
- Carlo III del Regno Unito (15 giugno 2023)

Gran croce
- Francisco Sá Carneiro (17 marzo 1986)
- José Lemos Ferreira (29 maggio 1989)
- Mário Firmino Miguel (7 novembre 1991)
- Gabriel Augusto do Espírito Santo (23 agosto 2000)